# 水内俊雄
水内 俊雄（みずうち としお、1956年 - ）は、日本の地理学者、大阪市立大学都市研究プラザ教授、副所長、大学院文学研究科教授（兼任）。専攻は人文地理学、都市地理学、ホームレス問題、政治・社会地理学、現代都市問題、近代都市史研究。

## 略歴
和歌山県和歌山市生まれ。1980年に京都大学理学部地震学科を卒業し、次いで1982年に文学部地理学科を卒業する。京都大学大学院文学研究科後期博士課程中退。1985年に九州大学文学部、1988年に富山大学人文学部へ移り、1995年に大阪市立大学助教授、2003年に教授。
2000年（平成12年）、「近代日本における国土開発・都市開発の地理学的研究」で、大阪市立大学より博士（文学）の学位を取得。
ホームレス問題に関しては、特に1998年ころから大阪市西成区を中心に、様々な調査に関わっている。また、研究のみならず支援活動にも様々な形で関与しており、2008年（平成20年）設立のNPO法人ホームレス支援全国ネットワークの理事、2012年（平成24年）より一般社団法人インクルーシブ・シティネットの代表理事、雑誌『ホームレスと社会』 (明石書店、年2回刊）編集長も務めている。 2012年から開催されている釜ヶ崎芸術大学で講師を務める。

## おもな著書

### 共著書
- 『「開発」の変容と地域文化』（鈴木勇一郎, 大門正克, 森田真也, 岡本真佐子共著、青弓社） 2006年
- 『モダン都市の系譜 - 地図から読み解く社会と空間』（加藤政洋, 大城直樹共著、ナカニシヤ出版） 2008年

### 編著
- 「シリーズ人文地理学」（村山祐司, 杉浦芳夫, 水内俊雄, 中俣均シリーズ共編） 2003年 - 2011年：以下3点が水内編
  - 『空間の政治地理』（朝倉書店、シリーズ人文地理学4） 2005年
  - 『空間の社会地理』（朝倉書店、シリーズ人文地理学5） 2004年
  - 『歴史と空間』（朝倉書店、シリーズ人文地理学8） 2006年
- 『創造都市と社会包摂 : 文化多様性・市民知・まちづくり』（佐々木雅幸共編、水曜社） 2009年